# Хелена фон Клеве
Хелена фон Клеве (на немски: Helena von Kleve; * 18 август 1423, † 3 юли 1471) е принцеса от Клеве и чрез женитба херцогиня на Брауншвайг-Люнебург и Брауншвайг-Волфенбютел.

## Произход
Тя е петата дъщеря на херцог Адолф II фон Клеве (1373 – 1448) и втората му съпруга Мария Бургундска (1393 – 1463), дъщеря на Жан Безстрашни, херцог на Бургундия, и Маргарета Баварска.

## Фамилия
Хелена се омъжва на 12 февруари 1436 г. за херцог Хайнрих II фон Брауншвайг-Люнебург-Волфенбютел Миролюбивия (1411 – 1473) от род Велфи. Те имат една дъщеря:
- Маргарета фон Брауншвайг-Волфенбютел (* 1451; † 13 февруари 1509), омъжена на 5 ноември 1469 г. във Волфенбютел за граф Вилхелм III фон Хенеберг-Шлойзинген (* 1434; † 1480)